# إيان يور
إيان يور (بالإنجليزية: Ian Ure)‏ هو مدرب كرة قدم ولاعب كرة قدم بريطاني في مركز الوسط، ولد في 7 ديسمبر 1939 في آير في المملكة المتحدة. شارك مع منتخب اسكتلندا لكرة القدم. أما مع النوادي، فقد لعب مع مانشستر يونايتد ونادي أرسنال ونادي دندي ونادي سانت ميرين.

## وصلات خارجية
- إيان يور على موقع قاعدة بيانات كرة القدم.إي يو (الإنجليزية)
- إيان يور على موقع ناشيونال فوتبول تيمز (الإنجليزية)